# Lepocreadium californianum
Lepocreadium californianum är en plattmaskart. Lepocreadium californianum ingår i släktet Lepocreadium och familjen Lepocreadiidae. Inga underarter finns listade i Catalogue of Life.